# Francisco Martínez Díaz
Francisco Martínez Díaz, conegut com a Paco Martínez, (Granada, 6 de gener de 1954) és un antic futbolista espanyol de la dècada de 1980.

## Trajectòria
Jugà als clubs Imperio de Albolote i Deportivo OJE, fins que el 1970 ingressà al juvenil del FC Barcelona. Passà pels equips filials fins que el 1978 debutà amb el primer equip en partit oficial. En total disputà 124 partits i marcà 14 gols fins 1982. Guanyà dues vegades la Recopa (1979, 1982) i la Copa del Rei (1978, 1981). Posteriorment passà per la UD Salamanca, el RCD Mallorca, el Reial Múrcia CF i la Unió Esportiva Figueres, on acabà la seva carrera l'any 1988.
Fou batlle de Portbou entre 1991 i 1999.

## Palmarès
- Recopa d'Europa de futbol:
  - 1978-79, 1981-82
- Copa espanyola:
  - 1978, 1981